# Ртуть самородна
Ртуть самородна (англ. native mercury, natural mercury; нім. gediegenes Quecksilber n) — характерний мінерал зони окиснення ртутних родовищ, де утворюється при розкладанні кіноварі.
Назва — від тюрк. «utarid» — планета Меркурій (Dioscorides, 50).

## Загальна характеристика
Іноді містить незначні домішки срібла або золота. При кімнатній т-рі — рідина. При т-рі –37-38 °С — кристалізується в тригональній сингонії. Дитригонально-скаленоедричний вид. Форми виділення: дрібні краплі в пустотах, порожнинах і серед уламків порід; при затвердінні — ромбоедричні кристали. Густина змінюється: у рідинної при 0 °С — 13,596, при 15°С — 13,558, у твердому стані при –46 °С — 14,26. Колір сріблясто-білий, олов'яно-білий. Блиск металічний. Зустрічається часто, однак ніде не утворює великих скупчень. Входить до складу ртутних руд.

## Поширення
Знахідки: Мошельландсберґ (Рейнланд-Пфальц, ФРН), Альмаден (Іспанія), шт. Техас і Каліфорнія (США), Хуапкавеліка (Перу), Микитівка (Донбас, Україна), Хайдаркен (Сер. Азія, Киргизстан).

## Різновиди
Розрізняють:
- ртуть паладіїста (Потарит);
- ртуть селениста (тиманіт);
- ртуть селено-сірчиста (онофрит — різновид мінерального виду метацинабарит — тиманіт, Hg(S, Se));
- ртуть сірчиста (кіновар);
- ртуть сірчиста чорна (метацинабарит);
- ртуть сріблиста (рідинна амальґамасрібла);
- ртуть телуриста (колорадоїт);
- ртуть хлориста (каломель);
- ртуть хлороселениста (каломель забруднена домішками).